# Belonopsis graminea
Belonopsis graminea är en svampart som först beskrevs av Petter Adolf Karsten, och fick sitt nu gällande namn av Sacc. & P. Syd. 1902. Belonopsis graminea ingår i släktet Belonopsis och familjen Dermateaceae.   Inga underarter finns listade i Catalogue of Life.
I den svenska databasen Dyntaxa används istället namnet Mollisia graminea för samma taxon.  Arten är reproducerande i Sverige.